# Węgliniec (gemeente)
De gemeente Węgliniec is een stad- en landgemeente in het Poolse woiwodschap Neder-Silezië, in powiat Zgorzelecki.
De zetel van de gemeente is in Węgliniec.
Op 30 juni 2004 telde de gemeente 8845 inwoners.

## Oppervlakte gegevens
In 2002 bedroeg de totale oppervlakte van gemeente Węgliniec 338,44 km², waarvan:
- agrarisch gebied: 9%
- bossen: 82% (Bory Dolnośląskie)

De gemeente beslaat 40,38% van de totale oppervlakte van de powiat.

## Demografie
Stand op 30 juni 2004:
| Omschrijving                   | Totaal | Totaal | Vrouwen | Vrouwen | Mannen | Mannen |
| ------------------------------ | ------ | ------ | ------- | ------- | ------ | ------ |
| eenheid                        | aantal | %      | aantal  | %       | aantal | %      |
| inwoners                       | 8845   | 100    | 4473    | 50,6    | 4372   | 49,4   |
| bevolkingsdichtheid (inw./km²) | 26,1   | 26,1   | 13,2    | 13,2    | 12,9   | 12,9   |

In 2002 bedroeg het gemiddelde inkomen per inwoner 1229,52 zł.

## Plaatsen
Czerwona Woda, Dębówek, Jagodzin, Kieszków, Kościelna Wieś, Kuźnica, Łężek, Okrąglica, Piaseczna, Piaski, Polana, Ruszów, Stary Węgliniec, Zielonka.

## Aangrenzende gemeenten
Gozdnica, Iłowa, Nowogrodziec, Osiecznica, Pieńsk, Przewóz